# عباس‌قولالار، تاووز
عباس‌قولالار (به لاتین: Abbasqulular) در جمهوری آذربایجان است که در شهرستان تووز واقع شده‌است.

## جمعیت
عباس‌قولالار ۴۱۵ نفر جمعیت دارد.